# Борго Миријам (Асколи Пичено)
Борго Миријам (итал. Borgo Miriam) насеље је у Италији у округу Асколи Пичено, региону Марке.
Према процени из 2011. у насељу је живело 403 становника. Насеље се налази на надморској висини од 293 м.